# Creta (Grecia)
Creta (AFI: /ˈkrɛta/;  in greco Κρήτη?, Krī́tī, AFI: [ˈkɾiti]; in greco antico: Κρήτη?, Krḗtē, AFI: [krέːtεː]) è un'isola greca, la maggiore e più popolosa del Paese e la quinta per estensione (8261 km²) tra quelle del Mediterraneo dopo la Sicilia, la Sardegna, Cipro e la Corsica. Assieme agli isolotti contigui costituisce la periferia di Creta (in greco Περιφέρεια Κρήτης?, Periféreia Krī́tīs), una delle province greche, e la diocesi decentralizzata di Creta (in greco Αποκεντρωμένη Διοίκηση Κρήτης?, Αpokentrōménī Dioíkīsī Krī́tīs), una delle prefetture greche, due distinte seppur coestensive autorità con 623 065 abitanti e capoluogo Candia.
Tra il III e il II millennio a.C. l'isola fu il fulcro della civiltà minoica, una delle più antiche civiltà avanzate d'Europa, che aveva in Cnosso, Cidonia e Festo i suoi centri principali. Nel corso dei secoli fu conquistata e abitata da Micenei, Greci, Romani, Bizantini, Musulmani andalusi, Veneziani, con una breve parentesi di dominio dei Genovesi (1267-1290), e Turchi ottomani fino alla definitiva unificazione con lo Stato greco nel 1913.
Creta è tra le principali mete turistiche della Grecia per via dei numerosi siti archeologici e naturalistici e per il particolare patrimonio culturale di cui dispone, espresso attraverso specificità linguistiche, letterarie, musicali e gastronomiche.

## Geografia fisica
Creta dista circa 95 km dalla Grecia continentale e costituisce il limite meridionale del mar Egeo e quello settentrionale del mar Libico. Su tutti i lati è circondata da un gran numero di isole minori e isolotti, tra cui Gozzo, il punto più meridionale dell'Europa fisica. Ha una forma stretta e lunga; il suo terreno è in massima parte montuoso e le pianure costituiscono una percentuale modesta del suo territorio. Fra queste la più importante è la piana di Messarà, posta nella zona centro-meridionale.
Tra i massicci montuosi i più importanti vi sono:
- il massiccio del Monte Ida, che culmina a 2 456 metri ove per i miti Zeus fu allevato;
- il massiccio dei Lefka Ori (i monti bianchi), che raggiungono un'altitudine di 2 454 metri;
- Dikti Oros, la cui cima più elevata raggiunge i 2 146 metri.

Le coste sono in genere molto frastagliate, ma esistono profonde differenze tra la costa settentrionale e quella meridionale. La prima è più densamente popolata a causa delle catene costiere che scendono più dolcemente verso il mare. La seconda, invece, è perlopiù ripida e scoscesa, ha un clima molto più secco ed è stata sempre poco popolata.

### Isole minori
Numerose sono le isole e gli isolotti che si trovano a breve distanza da ambedue le coste. Alla costa settentrionale appartiene l'isola di Dia (municipalità di Gouves). Alla costa meridionale appartengono le isole di Gozzo, Mikronissi e Chrysi.

## Storia

### Origini
La prima civiltà mediterranea risale all'età del bronzo 3000 a.C., e venne definita "minoica", termine derivato da Minosse e coniato dall'archeologo britannico Arthur Evans, che riportò alla luce la città di Cnosso a Creta.

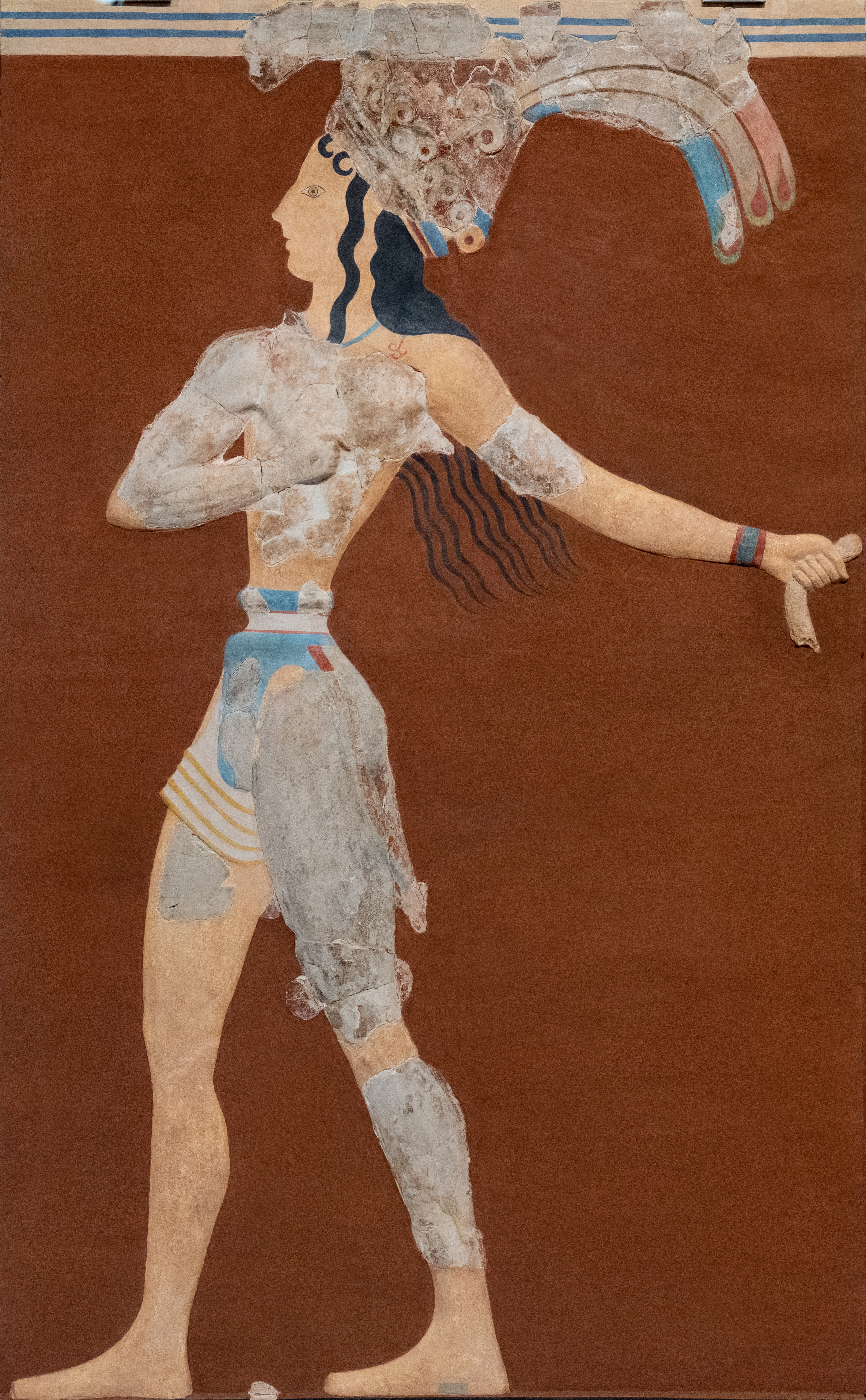
Figura principesca raffigurata nel Palazzo di Cnosso

La vantaggiosa posizione geografica dell'isola favorì il sorgere di un fiorente impero marittimo che dal Mar Egeo controllava una rete commerciale che raggiungeva l'Egitto, la Siria, le regioni a nord del mar Nero e l'Occidente.
La civiltà cretese presenta una scrittura geroglifica cuneiforme denominata "lineare A", che, a differenza della scrittura "lineare B" micenea, non è stata ancora decifrata; una testimonianza di questa scrittura è la tavoletta di Festo. Il centro economico e politico di Creta erano i palazzi. Possiamo benissimo capire che la popolazione non era propensa alla guerra, poiché le città non erano protette da mura.
Gli affreschi ritrovati nei palazzi (come nel caso di Cnosso) ci mostrano scene di cerimonie religiose, processioni, gare tra atleti (la più famosa era quella del salto del toro chiamata taurocatapsia) a cui anche le donne potevano partecipare come anche in veste di sacerdotesse e nelle processioni e decorazioni con elementi naturalistici. Si pensava che inizialmente si fosse sviluppato un culto della vegetazione. Molti sono infatti i santuari naturali come grotte, fonti e monti, poiché in origine le cerimonie religiose si svolgevano all'aperto, a contatto con la natura. Solo in seguito alcuni locali vennero dedicati al culto anche all'interno dei palazzi. Sulle divinità minoiche si sa poco: l'unica figura ritrovata è femminile ed è ritratta in tante piccole statuette. In lei gli studiosi riconoscono la grande dea madre che incarna la fertilità; è accompagnata spesso da serpenti, leoni e uccelli.

### La decadenza dei Cretesi
A Thera, oggi Santorini, attorno al 1620-1610 a.C. esplose un vulcano. Seguì una catena di terremoti di cui risentì anche Creta e da quel momento in poi iniziò la sua decadenza, di cui non sono state trovate le ragioni. Nel 1400 a.C. circa Creta non seppe resistere all'invasione dei Micenei, un popolo bellicoso della città di Micene, posta nel Peloponneso: il grande palazzo di Cnosso venne nuovamente distrutto e non fu più ricostruito.
Il declino progredì e accelerò nell'XI secolo a.C., quando i Dori occuparono interamente l'isola di Creta. Da allora Creta non si distinse più dalle altre città della Grecia; quando altrove fiorivano le polis, lì vigevano ordinamenti arcaici (leggi di Gortina) e Creta fu importante solo come emporio di mercenari. La costituzione di Gortina, a carattere aristocratico come quella spartana di cui quella cretese fu forse il modello, prevedeva un governo collegiale di dieci cosmi, magistrati appartenenti alla nobiltà corrispondenti ai cinque efori spartani i quali governavano la città con l'assistenza della gherusia, un consiglio di anziani scelti fra gli ex cosmi. Con il dissolvimento dell'impero macedone di Alessandro Magno (IV secolo a.C.) i Cretesi riuscirono a conservare una certa indipendenza e l'economia si volse alla pratica della pirateria.

### Periodo romano e bizantino
L'esercizio della pirateria portò Creta in urto con i Romani. Quinto Cecilio Metello Cretico la conquistò nel corso di una campagna contro i pirati dal 69 a.C. al 67 a.C. Nel 34 a.C., a seguito della Donazione di Alessandria, l'isola venne ceduta da Marco Antonio a Cleopatra d'Egitto; fu in seguito conquistata da Ottaviano, dopo la battaglia di Azio contro la flotta egizia. Con la riforma augustea del 27 a.C. venne incorporata nella provincia di Creta e Cirene e con la riforma dioclezianea fu nuovamente scorporata e fece parte della Diocesi della Mesia. Con la spartizione definitiva dell'impero alla fine del IV secolo, Creta entrò a fare parte dell'Impero bizantino.

### Dominazione araba
Subì la dominazione araba dall'824 circa al 961, anno in cui fu riconquistata dal generale bizantino Niceforo Foca, destinato in seguito a salire sul trono imperiale.

### Periodo veneziano:Candia

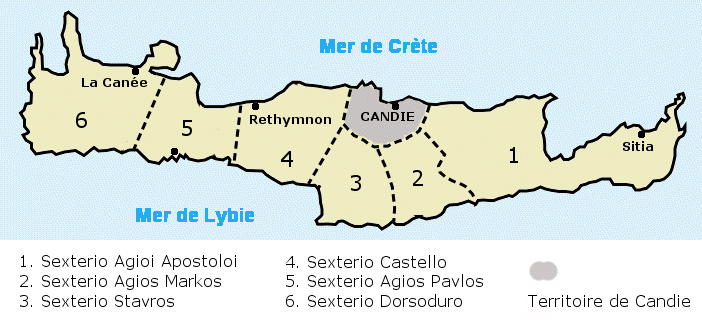
La suddivisione in sestieri della Creta veneziana

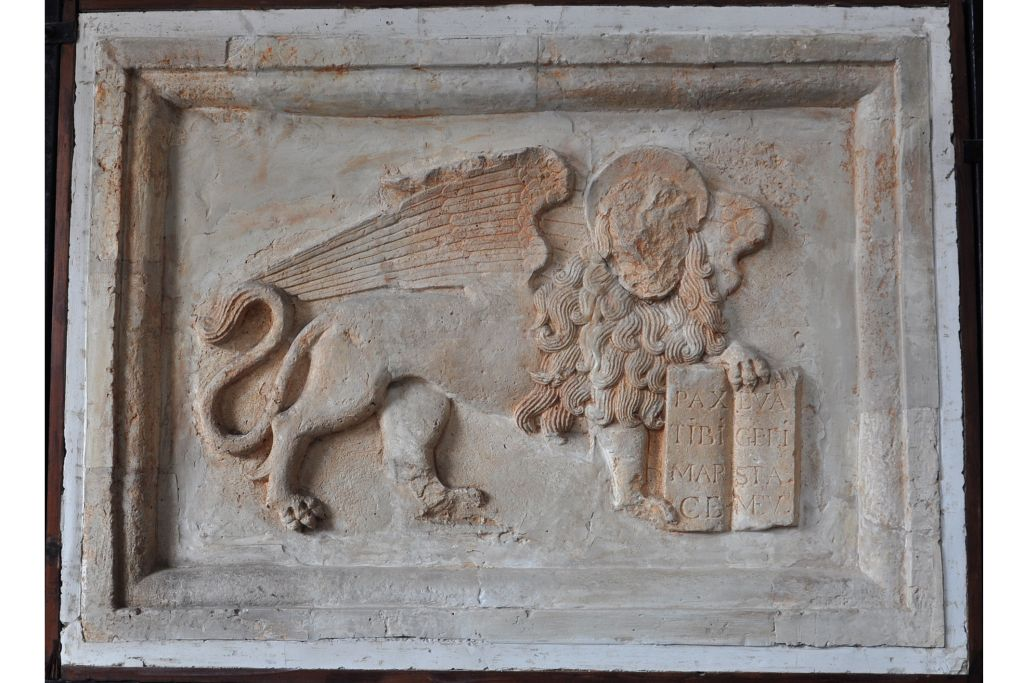
Leone nimbato con libro del vangelo di San Marco tra le zampe. Iraklion, Creta

In seguito agli eventi della quarta crociata fu occupata dai Veneziani che la tennero dal 1204 al 1669 e presero a chiamare l'isola come la sua capitale, Candia.
Eretta a ducato su modello della madrepatria nel 1212, venne divisa in feudi raccolti in sei regioni, ciascuna assegnata a coloni di uno dei sestieri di Venezia. Il governo autonomo dell'isola venne inoltre organizzato su modello di quello veneziano, attraverso un sistema di assemblee.
Oggetto di numerose e sanguinose rivolte, sia da parte della locale popolazione greca sia dei nobili veneziani ivi residenti (1274, 1277, 1283-1299, 1332-1333, 1341-1348), l'ultima ribellione, quella del 1363-1366, portò a una feroce repressione da parte di Venezia, la quale privò Creta della sua autonomia e dei suoi privilegi e la pose sotto il diretto governo della Repubblica, inviandovi stabilmente dei governatori, i provveditori.
Fiorente centro di commerci, divenne il principale possedimento coloniale della Serenissima e suo ultimo baluardo nella secolare lotta contro i turchi.

### Periodo ottomano:Girit

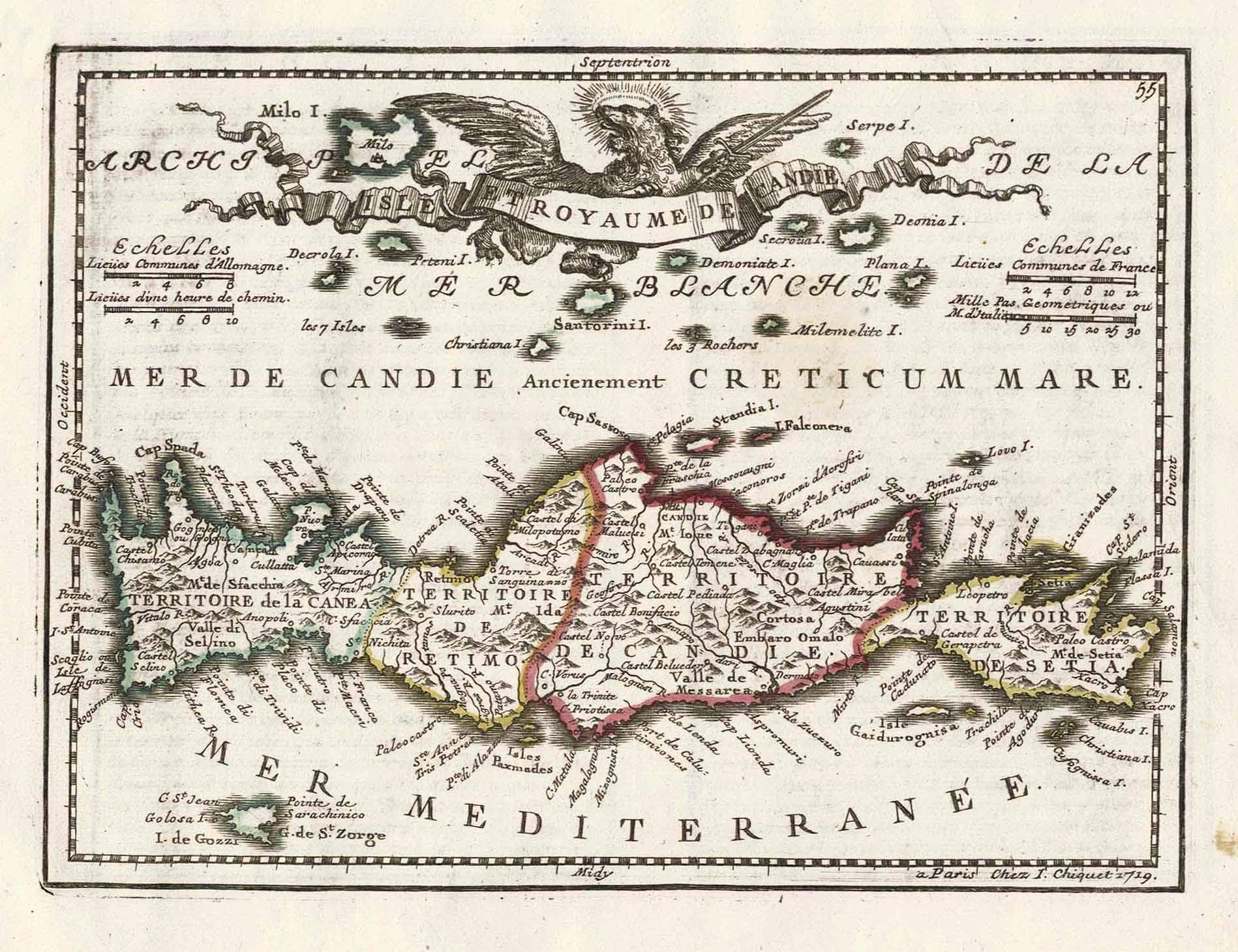
Mappa antica di Creta

Gli Ottomani sbarcarono sull'isola nel 1645 conquistando La Canea e cinsero d'assedio Candia (o Iraklio, capoluogo dell'isola) che capitolò il 27 settembre 1669, dopo la strenua difesa di Francesco Morosini, durata ben 23 anni, durante i quali la città si ridusse a un cumulo di macerie (tra i veneziani i morti furono circa 30 000, tra i turchi 80 000) coinvolgendo nobiltà e volontari da tutta l'Europa. Nel 1715 capitolava anche la fortezza di Spinalonga, ultimo baluardo della presenza della Serenissima sull'isola.
Dal 1832 al 1840 Creta fu sotto la dominazione egiziana. Nel 1867 una insurrezione fu domata solo parzialmente dall'intervento severo e crudele di Omar Pascià. In questo ambito è rimasto famoso l'episodio della battaglia di Arkadi, un monastero a sud di Retimo nel quale si erano asserragliati numerosi capi della rivolta. Il 9 novembre 1866 esso fu espugnato, a caro prezzo, dalle truppe turche e tutti i capi della insurrezione restarono uccisi. Nel 1897, a sostegno di una nuova insurrezione, prontamente soffocata dal sultano, scoppiò la guerra greco-turca, a cui seguì l'intervento internazionale - in particolare un contingente di Carabinieri italiani permise la formazione di un Reggimento di Gendarmeria per mantenere l'ordine pubblico - in seguito al quale Creta ottenne uno statuto autonomo, nell'ambito dell'Impero ottomano; fu nominato alto commissario il principe Giorgio di Grecia. Nel 1913, dopo la fine delle guerre balcaniche, Creta fu assegnata alla Grecia con il trattato di Londra.

### Spedizione militare internazionale
A seguito di gravi violenze perpetrate tra cristiani e musulmani nel 1896 fu organizzato un corpo di spedizione internazionale costituito da militari alleati inglesi, francesi, russi, tedeschi, austro-ungarici e italiani. Il generale italiano Canevaro venne posto al comando del corpo di occupazione della Canea, centro di uno dei focolai della guerra civile tra le due popolazioni. Dal 16 novembre 1898 fino al 1906 l'Italia s'impegnò, da sola, a mantenervi un contingente di Carabinieri Reali al comando dei capitani Federico Craveri (1897-1900), Balduino Caprini (1900-1903) ed Eugenio Monaco (1903-1906).

### La seconda guerra mondiale

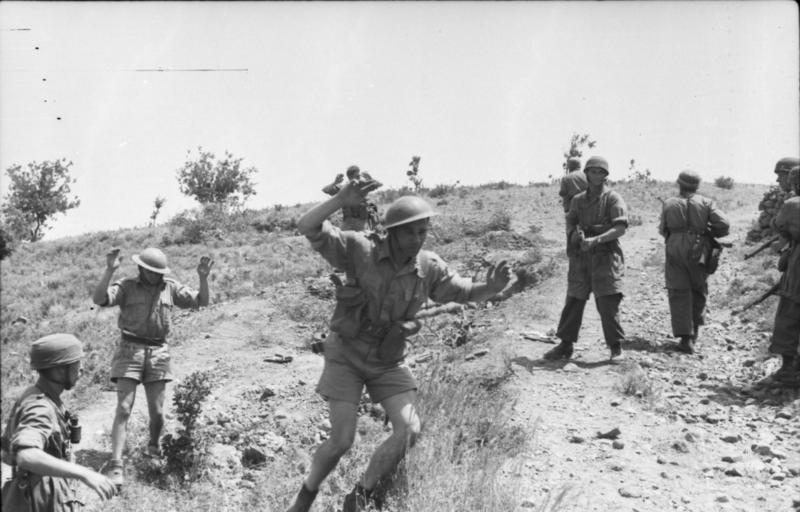
Truppe inglesi si arrendono ai paracadutisti tedeschi

Il 20 maggio del 1941 le truppe tedesche occupavano Creta con un fulmineo sbarco aereo navale, nome in codice "Operazione Mercurio", costringendo le truppe britanniche a una precipitosa ritirata. Questo capitolo della seconda guerra mondiale è passato alla storia come battaglia di Creta. L'intervento costituiva il completamento dell'occupazione della penisola balcanica e della Grecia realizzato dalle truppe tedesche che avevano invaso la Grecia dopo il fallimento dell'invasione italiana dell'Epiro e aveva spinto i britannici a intervenire per aprire un fronte balcanico. L'operazione fu affidata soprattutto ai soldati delle truppe paracadutiste guidate dal generale Kurt Student.
Nonostante le alte perdite subite essi riuscirono ad avere ragione delle truppe del Commonwealth - britannici, australiani e neozelandesi - anche se queste avevano nel frattempo ricevuto rinforzi dall'Egitto, mentre a est sbarcava un corpo di spedizione italiano proveniente dal Dodecaneso. Il 1º giugno 1941 l'isola era completamente in mano all'Asse. Rimase presidiata da tedeschi e italiani fino all'8 settembre 1943. In seguito all'armistizio dell'Italia e alla cattura della guarnigione da parte germanica l'isola rimase presidiata dai tedeschi sino al maggio del 1945.

## Monumenti e luoghi d'interesse

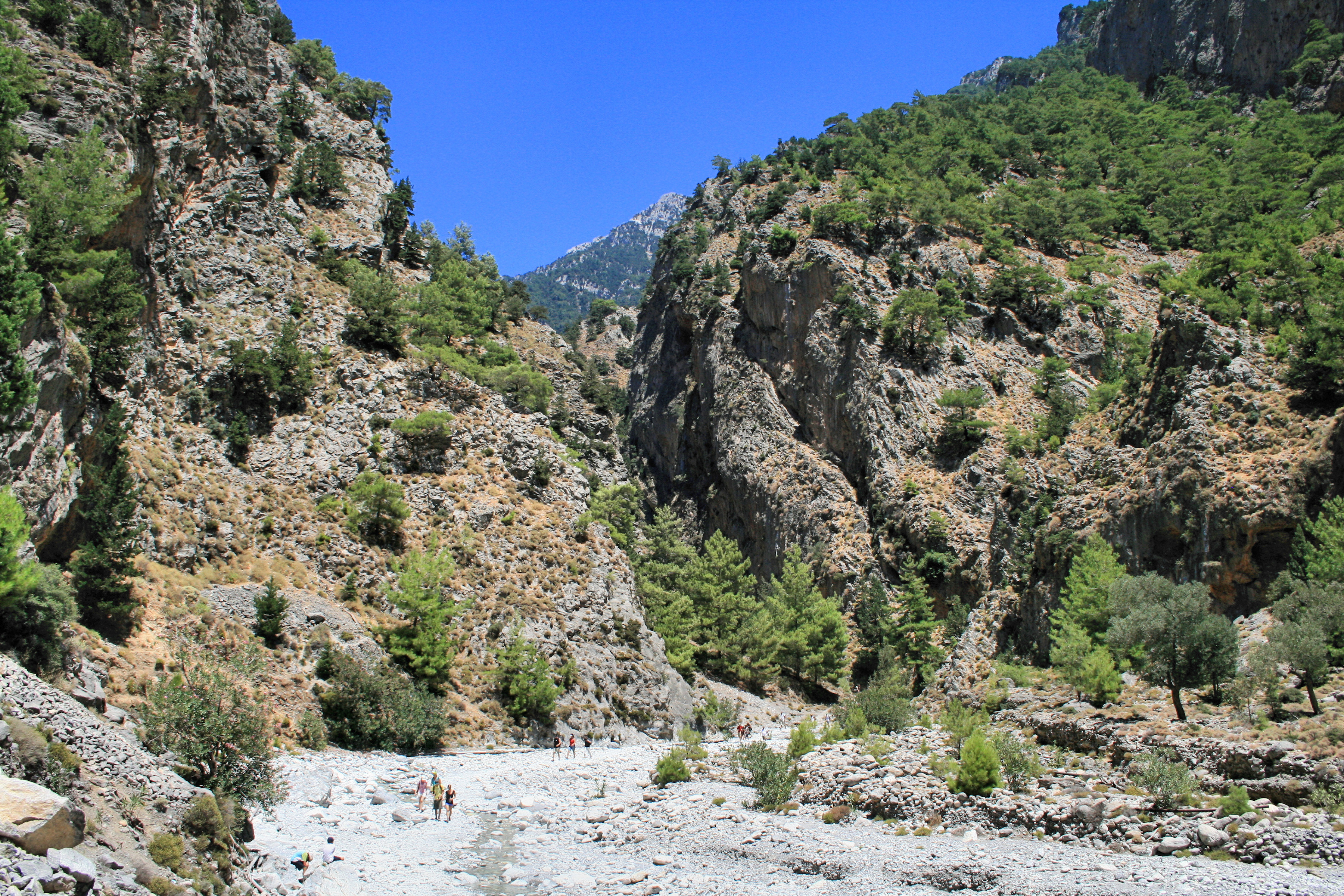
Gole di Samariá, nel sud-ovest dell'isola

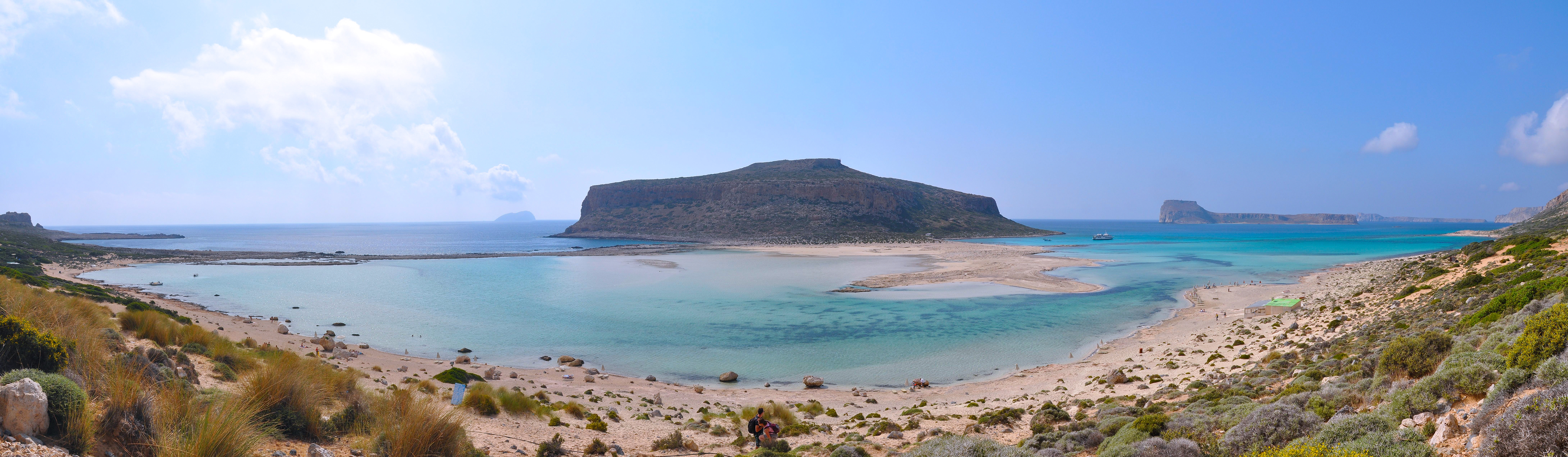
La baia di Balos e l'isola di Grabusa

- Agía Triáda
- Monastero di Arkadi
- Gortina
- Gournia
- Museo archeologico di Candia
- Káto Zákros, palazzo minoico
- Cnosso
- Lato
- Mália, palazzo minoico
- Festo (Phaistós), palazzo minoico
- Fourní (Phourni), necropoli
- Spinalonga, fortezza veneziana
- Tylisos
- Vathypetro
- Monastero di Preveli
- Foresta di palme a Vai
- Gole di Samariá
- Monte Ida
- Laguna di Balos
- spiaggia rosa di Elafonīsi

## Cultura

### Cucina

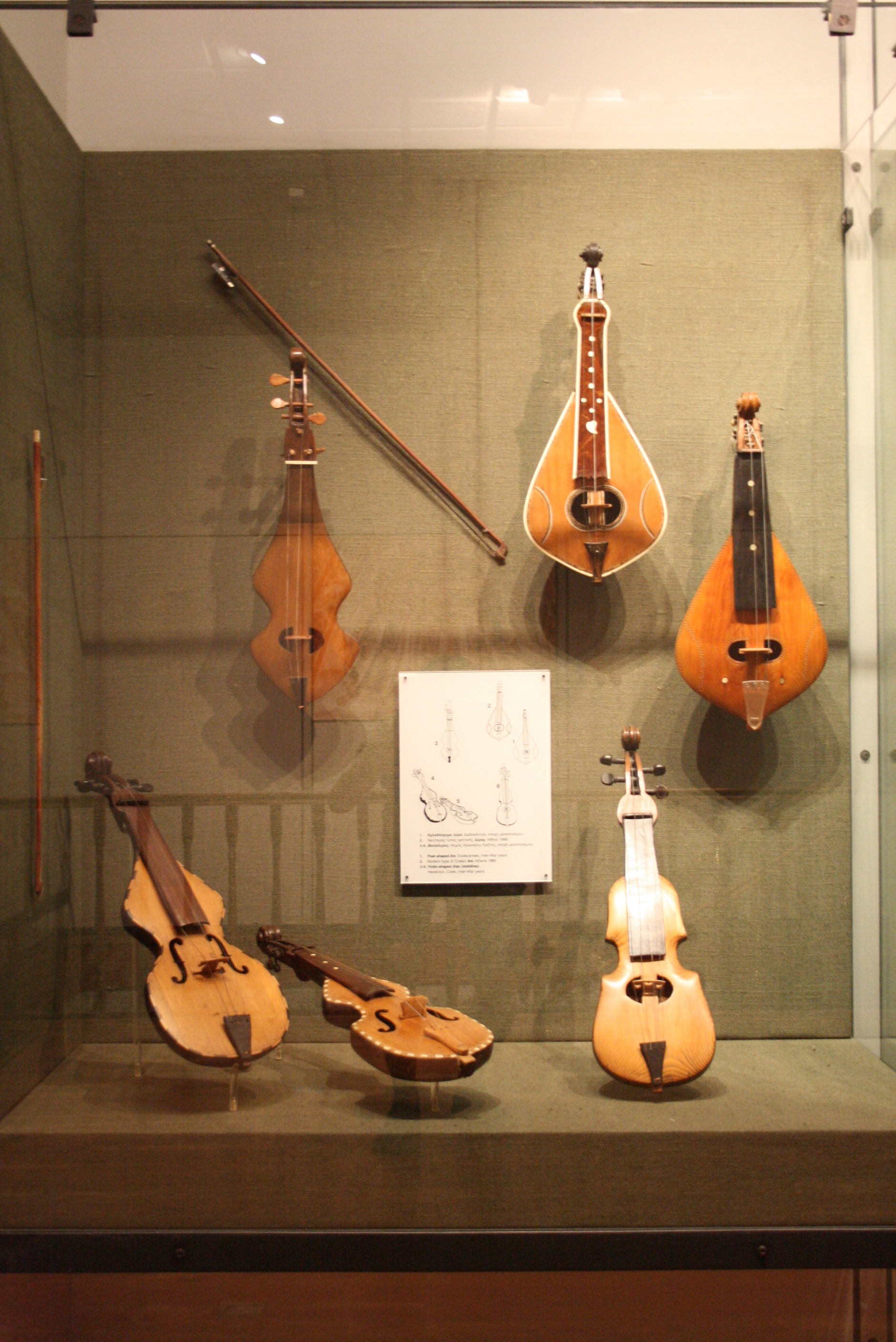
Alcuni modelli della lira cretese, lo strumento più diffuso dell'isola

Un piatto tipico dell'isola è il dakos, una fetta di pane guarnita con pomodori, feta ed erbe locali.

### Musica
La lira cretese è lo strumento più diffuso e suonato nell'isola.

## Politica

### Suddivisione amministrativa
La periferia di Creta è ripartita in 24 comuni (dhimi) distribuiti in quattro unità periferiche aventi per capoluogo Candia, La Canea, San Nicolò e Retimo; l'intero territorio corrisponde a una delle sette diocesi istituite con il programma Callicrate, nonché alla chiesa ortodossa di Creta, retta in status di semi-autonomia da un arcivescovo ma posta sotto la giurisdizione del Patriarcato ecumenico di Costantinopoli.

#### Unità periferiche
| Unità periferica | Comuni nº | Popolazione | Superficie (km²) | Densità (ab./km²) |
| ---------------- | --------- | ----------- | ---------------- | ----------------- |
| Candia           | 8         | 304 270     | 2 641            | 115,21            |
| La Canea         | 7         | 150 387     | 2 376            | 63,29             |
| Lasithi          | 4         | 76 319      | 1 823            | 41,86             |
| Retimo           | 5         | 81 936      | 1 496            | 54,77             |
| Creta            | 24        | 612 912     | 8 336            | 73,53             |

#### Comuni
A seguito della riforma in vigore dal 1º gennaio 2011 Creta è divisa nei seguenti comuni:

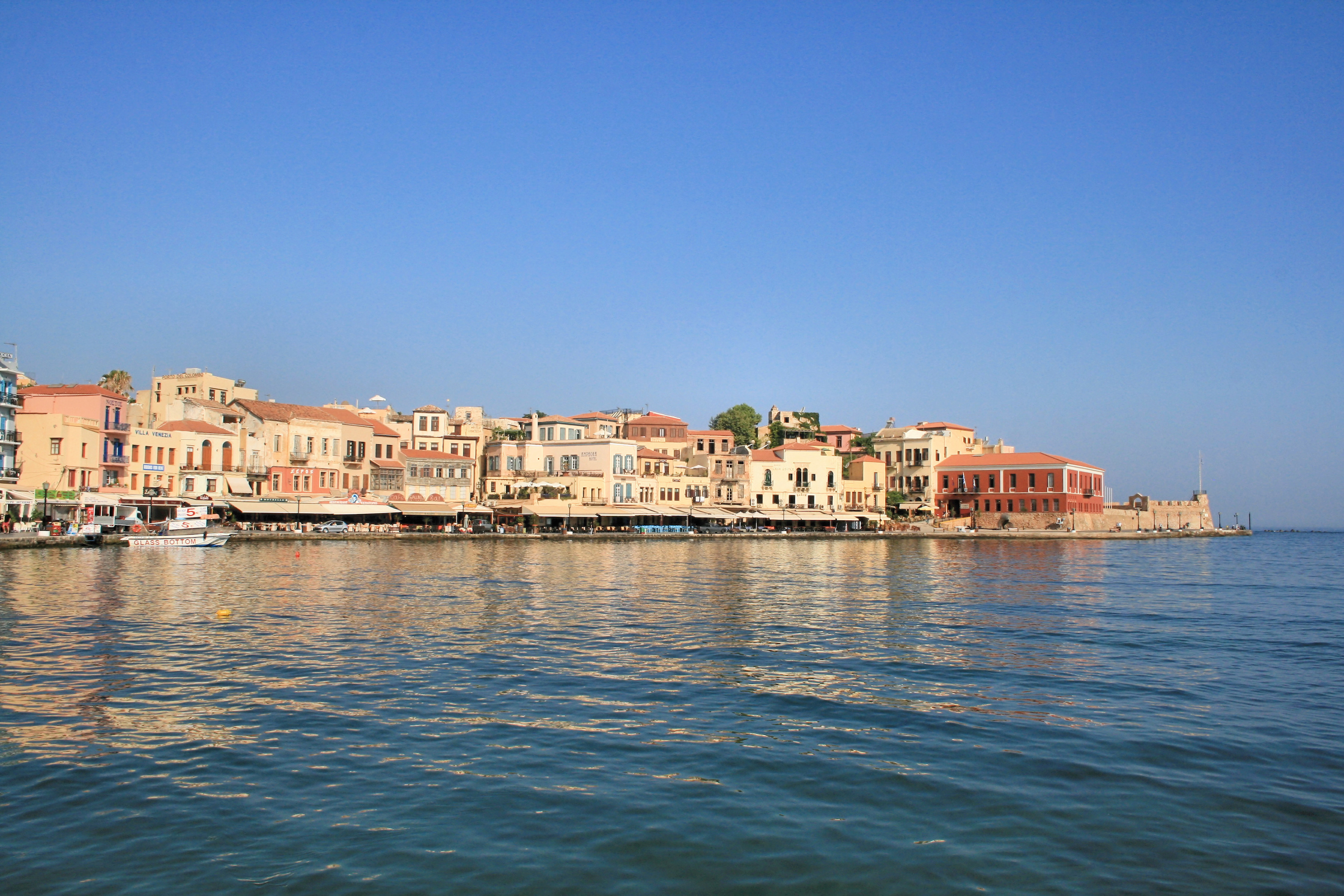
La Canea

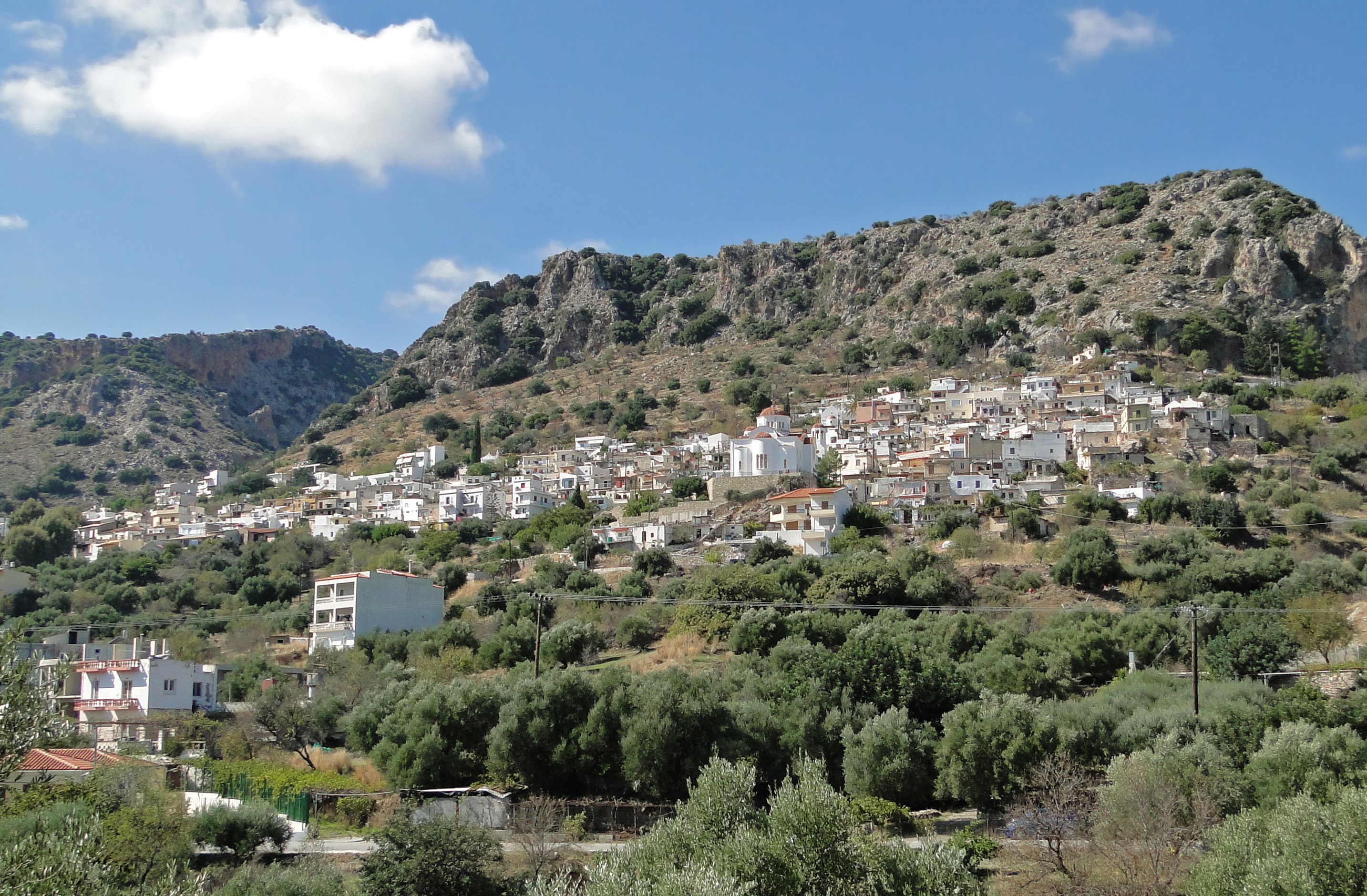
Il centro abitato di Kritsa, nel comune di Agios Nikolaos

- Agios Vasileios
- Amari
- Anogeia
- Apokoronas
- Archanes-Asterousia
- Candia
- Chersonissos
- Festo
- Gozzo
- Gortina
- Ierapetra
- Kantanos-Selino
- Kissamos
- La Canea
- Malevizi
- Minoa Pediada
- Mylopotamos
- Oropedio Lasithiou
- Platanias
- Retimo
- San Nicolò
- Sfakia
- Sitia
- Viannos

#### Prefetture
Nel vecchio sistema di suddivisione amministrativa, Creta era divisa in quattro prefetture che corrispondono alle attuali unità periferiche.

## Economia
L'economia di Creta è prevalentemente basata su servizi e turismo. Tuttavia l'agricoltura svolge un ruolo importante e Creta è una delle poche isole greche che possono sostenersi indipendentemente senza turismo. L'economia ha cominciato a cambiare visibilmente negli anni 1970, dato che il turismo ha acquisito importanza. Sebbene agricoltura e allevamento di bestiame siano ancora importanti, a causa del clima e del terreno dell'isola, si è registrato un calo della produzione e un'espansione dei servizi (soprattutto nel turismo). Tutti e tre i settori dell'economia cretese (agricoltura, trasformazione-imballaggio, servizi) sono direttamente connessi e interdipendenti. L'isola ha un reddito pro capite molto superiore alla media greca, mentre la disoccupazione è di circa il 4%, un sesto di quella del paese in generale. Come in molte regioni della Grecia la viticoltura e gli oliveti sono significativi; vengono coltivati anche aranci e citroni. Fino a poco tempo fa sono state limitate le importazioni di banane in Grecia, pertanto le banane sono state coltivate sull'isola, prevalentemente nelle serre. I prodotti lattiero-caseari sono importanti per l'economia locale e ci sono formaggi locali come mizithra, anthotyros e kefalotyri.

## Infrastrutture e trasporti

### Aeroporti
Sull'isola vi sono sei aeroporti di cui tre con traffico commerciale:
| Aeroporto                             | ICAO | IATA | Tipologia       | Lungh. pista in m | Passeggeri 2010 |
| ------------------------------------- | ---- | ---- | --------------- | ----------------- | --------------- |
| Aeroporto di Candia-Nikos Kazantzakis | LGIR | HER  | civile          | 2 680             | 4 907 337       |
| Aeroporto di La Canea-Suda            | LGSA | CHQ  | civile/militare | 3 347             | 1 654 864       |
| Aeroporto di Sitia                    | LGST | JSH  | civile          | 2 074             | 38 859          |
| Aeroporto di Kasteli                  | LGTL | --   | militare        | 2 991             | n.d.            |
| Aeroporto di Timbaki                  | LG54 | --   | militare        | 2 713             | n.d.            |
| Aeroporto di Maléme                   | LG03 | --   | civile          | 1 050             | n.d.            |